# Morska vila
U folkloru, morska vila ili (morska) sirena jeste vodeno stvorenje sa glavom i gornjim delom tela žene i repom ribe. Morske vile se pojavljuju u folkloru mnogih kultura širom sveta, uključujući Bliski Istok, Evropu, Aziju i Afriku.
U drevnoj Asiriji boginja Atargatis se od sramote pretvorila u morsku vilu, jer je slučajno ubila svog ljubavnika. Morske vile su ponekad povezane sa pogubnim događajima kao što su poplave, oluje, olupine brodova i utapanja. U drugim narodnim tradicijama (ili ponekad u okviru iste tradicije), one mogu biti dobroćudne ili dobrotvorne, dajući blagodati ili zaljubljujući se u ljude.
Muški ekvivalent morske vile je morski vilenjak, takođe poznati lik u folkloru i heraldici. Iako su tradicije o viđenju morskog vilana manje uobičajene od tradicija o morskim vilama, za njih se obično smatra da koegzistiraju sa svojim ženskim pandanima.
Na začeće pojma morskih vila na Zapadu su verovatno uticale sirene grčke mitologije, koje su u početku bile nalik na poluptice, ali su u hrišćanskoj eri portretisane kao poluribe. Istorijske priče o morskim vilama, poput onih o kojima je pisao Kristifor Kolumbo tokom svog istraživanja na Kariba, možda su bila bazirana na viđenjima lamantina ili sličnih vodenih sisara. Iako nema dokaza da morske vile postoje izvan folklora, izveštaji o viđenju morskih vila traju i dan danas.
Morske vile su poslednjih vekova popularni predmet umetnosti i književnosti, poput književne bajke Hansa Kristijana Andersena „Mala morska vila” (1836). One su kasnije prikazivane u operama, slikama, knjigama, filmovima i stripovima.

## Etimologija
U engleskom jeziku reč mermaid je kompozit staroengleskih reči mere (more), i maid (devojka ili mlada žena). Ekvivalentan termin u staroengleskom je bio merewif. One su uobičajeno prikazane kao žene lepog lika s dugom kosom.

## Poreklo
Sirene iz grčke mitologije (a posebno Odiseje), zamišljene kao poluptice i polužene, postepeno su preobražene u sliku žene u obliku ribe. Ovaj pomak je verovatno počeo još tokom helenističkog perioda, ali je jasno vidljiv u morskim vilama sličnim prikazima sirena u kasnijim hrišćanskim bestijarijumima.
Neki atributi Homerovih sirena, poput omamljivanja ljudi i njihove lepe pesme, takođe su se pridavani morskim vilama.
Postoje takođe i prirodoslovne teorije o poreklu morskih vila, koje postuliraju da one potiču iz viđenja lamantina, ili dugonga ili čak perijara.

## Napomene
1. ↑  The earliest surviving manuscripts of the Greek bestiary or Physiologus from the 2nd century still depict the siren as a bird woman. But a 9th century bestiary as an example depicts the siren as mermaid. Sometimes the illustration is that of a mermaid while the text still described a bird-woman.[5]

## Literatura
- 17th century pamphlet telling the story of an alleged sighting of a mermaid near Pendine, Wales, in 1603, UK: LLGC
- Briggs, K. M. (1976). An Encyclopedia of Fairies, Hobgoblins, Brownies, Boogies, and Other Supernatural Creatures. Random House. ISBN 978-0-394-73467-5.
  - Older archived version, with brief synopsis and commentary
- Jøn, A. Asbjørn, Dugongs and Mermaids, Selkies and Seals
- Waugh, Arthur (1960). „The Folklore of the Merfolk”. Folklore. 71 (2): 73—84. JSTOR 1258382. doi:10.1080/0015587x.1960.9717221.
- Lockhart, James Haldane Stewart, Sir (1893). A Manual of Chinese Quotations: Being a Translation of the Ch'êng Yü K'ao. Kelly & Walsh, Limited. стр. 280.
- Dundes, Alan (2002), Lauren Dundes, „The Trident and the Fork: Disney's 'The Little Mermaid' as a male construct”, Bloody Mary in the Mirror: Essays in Psychoanalytic Folkloristics, University Press of Mississippi, стр. 56, ISBN 978-1-578-06461-8
- Nakamaru, Teiko 中丸禎子 (2015). 博物学の人魚表象―哺乳類、女性、魚― [How the Naturalists Described Merfolk or Mermaids : Fishes, Women, and Mammalia]. Journal of Comparative literature. Nihon Hikaku Bungakukai. 58: 8.
- Nakano, Miyoko 中野美代子 (1983). 中国の妖怪 [Chūgoku no yōkai] (на језику: јапански). Iwanami Shoten. стр. 143.
- Naramoto, Tatsuya (1981). Kenran taru chōnin bunka no kaika 絢爛たる町人文化の開花. Ōbunsha. стр. 140.
- Lockhart, James Haldane Stewart, Sir (1971). Science and Civilisation in China: Physics and physical technology: pt. 1. Cambridge University Press. стр. 678. „Abundance of texts describe the shark people (chiao jen), who .. sell their soft unbleached (pongee) silk”
- Armistead, Mary Allyson ed., tr. (12. 4. 2001). The Middle English Physiologus: A Critical Translation and Commentary (M.A., English Literature). Virginia Polytechnic Institute and University. стр. 85—90. CiteSeerX 10.1.1.557.6420 .
- Bacchilega, Cristina; Brown, Marie Alohalani, ур. (2019), The Penguin Book of Mermaids, 1, Penguin, стр. i—xxiv, ISBN 9780525505570
- Bassett, Fletcher S. (1892). „Chapter IV. Water-Sprites and Mermaids”. Sea Phantoms: Or, Legends and Superstitions of the Sea and of Sailors in All Lands and at All Times (Rev. изд.). Chicago: Rinehart & Company, Inc. стр. 148—201.
- Benwell, Gwen; Waugh, Arthur (1965), Sea Enchantress: The Tale of the Mermaid and Her Kin, Bloomington: Citadel Press, ISBN 9787800555169
- The Classic of Mountains and Seas. Превод: Birrell, Anne. Penguin Books. 2000. ISBN 9780140447194.
- Carrington, Richard (1957). Mermaids and Mastodons. New York: Rinehart & Company, Inc.
- Cascudo, Luís da Câmara (1962). Dicionário do folclore brasileiro (на језику: португалски). 1 (A–I) (2 изд.). Brasília: Instituto Nacional do Livro.: Vol. 2 (J–Z)
- Castiglioni, Andrea (2021). „The Human-Fish”. Japanese Journal of Religious Studies. 48 (1): 1—44. JSTOR 27039930. doi:10.18874/jjrs.48.1.2021.1-44.
- Cowper, B. Harris (април 1865), „Directo, the Goddess of Ascalon”, The Journal of Sacred Literature and Biblical Record, 7 (8): 1—20
- Faral, Edmond (1953). „La queue de poisson des sirènes”. Romania. 74 (296): 433—506. doi:10.3406/roma.1953.3384.
- Faye, Andreas (1833). „Havmænd og Havfruer”. Norske Sagn (на језику: дански). Arendal: N. C. Halds Bogtrykkerie. стр. 58—62.
- Fraser, Lucy (2017). The Pleasures of Metamorphosis: Japanese and English Fairy Tale Transformations of "The Little Mermaid". Wayne State University Press. ISBN 9780814342459.
- George, Wilma B.; Yapp, William Brunsdon (1991). The Naming of the Beasts: Natural History in the Medieval Bestiary. Duckworth. стр. 99—100. ISBN 9780715622384.
- —— (1883). „XVII. Wights and Elves”. Teutonic mythology. 2. Превод: Stallybrass, James Steven. W. Swan Sonnenschein & Allen. стр. 439—517.
- Hardwick, Paul (2011), English Medieval Misericords: The Margins of Meaning, Boydell Press, ISBN 9781843836599
- Hayward, Philip (2017), Making a Splash: Mermaids (and Mermen) in 20th and 21st Century Audiovisual Media, Bloomington: Indiana University Press, ISBN 9780861969258
- Holford-Strevens, Leofranc (2006), „1. Sirens in Antiquity and the Middle Ages”,  Ур.: Austern, Linda Phyllis; Naroditskaya, Inna, Music of the Siren, Bloomington: Indiana University Press, стр. 16—50, ISBN 9780253112071
- Jón Árnason (1862). „1. Flokkur: Goðfræðissögur. 2. Grein: Saebúar og vatna”. Íslenzkar Þjóðsögur og Æfintýri. I. Leipzig: J. C. Hinrichs. стр. 131—141. (baekur.is)
- Kestner, Joseph A. (1989). Mythology and Misogyny: The Social Discourse of Nineteenth-century British Classical-subject Painting. University of Wisconsin Press. стр. 130—132. ISBN 9780299115302.
- Magee, Elizabeth (1990). Richard Wagner and the Nibelungs. Clarendon Press. ISBN 9780198161905.
- Milliken, Roberta (2014). Ambiguous Locks: An Iconology of Hair in Medieval Art and Literature. McFarland. ISBN 9780786487929.
- Mustard, Wilfred P. (1908). „Mermaid—Siren”. Modern Language Notes. 23: 21—22. JSTOR 2916861. doi:10.2307/2916861.
- Naroditskaya, Inna; Austern, Linda Phyllis (2006), „Introduction: Singing Each to Each”,  Ур.: Austern, Linda Phyllis; Naroditskaya, Inna, Music of the Siren, Bloomington: Indiana University Press, стр. 1—15, ISBN 9780253112071
- Paff, William J. (1959). The Geographical and Ethnic Names of the Þídriks Saga: A Study in Germanic Heroic Legend. Popular Treatises on Science Written During the Middle Ages: In Anglo-Saxon, Anglo-Norman and English. Harvard Germanic studies 2. London: Harvard University Press. стр. 35, 51—53, 73, 129.
- Pakis, Valentine A. (2010). „Contextual Duplicity and Textual Variation: The Siren and Onocentaur in the Physiologus Tradition”. Mediaevistik. 23: 115—185. JSTOR 42587769. doi:10.3726/83014_115.
- Pietsch, Theodore W. (1991). „Samuel Fallours and his 'Sirenne' from the Province of Ambon”. Archives of Natural History. 18 (1): 1—25. doi:10.3366/anh.1991.18.1.1.
- Scribner, Vaughn (2020). Merpeople: A Human History. Reaktion Books. ISBN 9781789143133.
- Smith, W. Robertson (1887), „Notes and Documents: Ctesisas and the Semiramis Legend”, The English Historical Review, 2: 303—317, doi:10.1093/ehr/ii.vi.303
- Teixeira, Francisca Izabel (1992). The Ritual of Iemanjá in Brazil: A Psychoanalytic Approach. University of California, Berkeley.
- Viscardi, Paolo; Hollinshead, Anita; MacFarlane, Ross; Moffat, James (2014). „Mermaids Uncovered”. Journal of Museum Ethnography (27 Brave New Worlds: Transforming Museum Ethnography through Technology: Papers from the Annual Conference of the Museum Ethnographers Group Held at Brighton Museum & Art Gallery, in Association with the University of Brighton, 15–16 April 2013): 98—116. JSTOR 43915865.
- Wood, Juliette (2018). „Ch. 2: Lingering in sea caves: The world of the mermaid”. Fantastic Creatures in Mythology and Folklore: From Medieval Times to the Present Day. Bloomsbury Publishing. стр. 49—92. ISBN 978-1-441-13060-0.
- Yamaguchi, Naoki (2010). „Chapter 2: Ningyo” 第2章：人魚. Ketteiban yōkai mīra kanzen FILE 決定版妖怪ミイラ完全FILE. Gakken Publishing. стр. 46—103. ISBN 9784054044517.

## Spoljašnje veze
- „Becoming Mermaids”. amnh.org. American Museum of Natural History. Архивирано из оригинала 02. 10. 2019. г. Приступљено 1. 10. 2019.
- „Mermaid Report Room”. UnnaturalHistoryMuseum.org. Lumberwoods, Unnatural History Museum. Архивирано из оригинала 20. 08. 2019. г. Приступљено 1. 10. 2019.